# Santiago de la Espada
 (août 2011).
Si vous disposez d'ouvrages ou d'articles de référence ou si vous connaissez des sites web de qualité traitant du thème abordé ici, merci de compléter l'article en donnant les références utiles à sa vérifiabilité et en les liant à la section « Notes et références ».

Santiago de la Espada (« santiago de l'épée ») est une localité de la commune de Santiago-Pontones située dans la province de Jaén de la communauté autonome d'Andalousie en Espagne.

## Géographie
Une superbe bâtisse a été construite au 18em siècle sur la place centrale de Santiago de la Espada. Déclarée patrimoine mondial de l'UNESCO en 1898, la maison "La Posada" domine sur la place centrale.

## Histoire
Anciennement appelé El Hornillo (« le petit four ») il fut renommé il y a à peu près 200 ans du nom de Santiago de la Espada.

## Administration
| Période                                  | Période | Identité | Étiquette | Qualité |
| ---------------------------------------- | ------- | -------- | --------- | ------- |
| N/A                                      | N/A     | N/A      | N/A       | Maire   |
| Les données manquantes sont à compléter. |         |          |           |         |

## Culture et patrimoine
Santiago de la Espada abrite une maison datant du XVIe siècle av. J.-C. dont le balcon (appelé balconada) est un exemple de l'architecture de ce même siècle. L'église date du XVIe siècle av. J.-C.
La balconada est située sur une maison de 200 m2 appartenant à la famille Garcia Espinosa depuis sa création. La propriétaire actuelle s'appelle Maria Garcia Espinosa. Situé au 8 place de la Constitution, c’était auparavant une auberge-étable. Des dizaines de personnes investissent chaque année la balconada à l'occasion des fêtes populaires de Santiago De La Espada.